# Stortjärnen (Särna socken, Dalarna, 685063-135439)
Stortjärnen är en sjö i Älvdalens kommun i Dalarna och ingår i Dalälvens huvudavrinningsområde.